# Papež Marin I.
Marin I. ali Martin II. (latinsko Papa Marinus Primus), italijanski rimskokatoliški škof, * datum rojstva neznan, Gallese, severni Lacij (danes Italija), † 15. maj 884, Rim, Papeška država (danes Italija).
Papež je bil od 16. decembra 882  do svoje smrti, 15. maj 884

## Življenje
Marin je bil sin duhovnika. Papež Nikolaj I. ga je posvetil v diakona. Pred izvolitvijo za papeža je služboval kot škof Caere (Cerveteri, Etrurija), zaradi česar  je bila njegova izvolitev sporna. V tem zgodovinskem obdobju so namreč od škofa zahtevali, da nikoli ne zapusti svojega sedeža, da bi zasedel drugega. Trije papeži, ki so vladali pred njim, so ga kot svojega legata trikrat poslali v Konstantinopel. Vse tri misije so sprožile polemike, ki so se začele z razkolom s konstantinopelskim patriarhom Fotijem I..  Leta 882 je odšel v imenu papeža Janeza VIII.  k Atanaziju Neapeljskemu, da bi ga opozoril, naj ne trguje z muslimani iz južne Italije.

## Papeževanje
Eno od prvih dejanj po izvolitvi na papeški prestol je bilo ponovno imenovanje Formoza za kardinala Portusa in izobčenje patriarha Fotija. Zaradi spoštovanja do anglosaškega kralja Alfreda Velikega (vladal 871-899) je Anglosase v Rimu osvobodil plačevanja davkov in taks, kralju pa je za darilo poslal kos pravega križa. Umrl je maja ali junija 884. Nasledil ga je Hadrijan III..

## Dela
- »Documenta Catholica Omnia« (v latinščini). Pridobljeno 6. decembra 2011.

## Marin ali Martin?
Papeža Marin I. in Marin II. sta zaradi podobnosti imen Marin in Martin v nekaterih virih napačno preimenovana v Martina II. oziroma Martina III.. Ko je  papež, izvoljen leta 1281, zase izbral ime Martin, je zato postal Martin IV..